# Вольная улица (Москва)
Вольная улица — улица в районе Соколиная Гора Восточного административного округа города Москвы. Расположена между проспектом Будённого и Окружным проездом. Пересекается с улицей Бориса Жигулёнкова, 1-м Кирпичным переулком и 2-м Вольным переулком. Улица имеет по одной полосе для движения в каждом направлении. На улице располагается один из входов на стадион «Крылья Советов».

## Происхождение названия
Изначально носила название Гжельская улица, так как в этом районе жили и работали мастера-кирпичники, приехавшие из Гжели. 7 июня 1922 года переименована в Вольную улицу по соседнему Вольному переулку, который в свою очередь получил название по фамилии домовладельца.
Между 1935 и 1940 годами на Вольной улице был построен 4-й московский таксопарк.

## Примечательные здания и сооружения
По нечётной стороне:
- № 5б — Детский сад № 210

По чётной стороне:
- № 2 — Магазин «Продукты»
- № 28 — Автомойка

## Транспорт
По улице проходят автобусы 36, 83, 141.